# 백남봉
백남봉(白南峰, 본명: 박두식(朴斗植), 1939년 2월 6일 ~ 2010년 7월 29일)은 대한민국의 희극인이다.

## 생애
백남봉은 1939년 2월 6일에 전라북도 진안에서 출생하였으며,  1944년에 평안남도 진남포로 이주하여 그곳에서 성장하였다. 어릴 적 전쟁과 피난을 경험한 그는 한때 고아원에서 자랐다. 구두닦이와 장돌뱅이 등으로 전국을 떠돌아다니면서 서민의 정을 느낀 그는 1962년 유랑극단을 거쳐 1967년에 물랑루즈쇼단으로 희극인 활동을 시작하여 1969년에 동양방송 라디오 《장기자랑》이란 프로를 통해 방송에 데뷔했다. 이주일과는 TBC 제1기로 동기였다.
성대모사란 특기로 대중적 인기를 얻었는데 《석양의 무법자》 휘파람 소리와 각종 동물 울음소리, 뱃고동 소리, 총소리과 말이 달리는 소리 등을 흉내내 큰 인기를 얻었다. 취객·오징어구이 연기에도 능하였다.  또 남보원과 함께 투맨쇼로 당대 최고의 인기를 누렸다.  팔도 사투리에도 능했던 그는 원맨쇼의 달인으로도 평가받기도 했다.
또 영화에도 출연해 1970년에 편거영 감독의 영화 《팔도 가시나이》와 《예비군 팔도 사나이》등에도 출연하였다. 또 KBS 1TV 《전국일주》, SBS 《출발 모닝와이드》등에도 나왔으며 케이블 방송 실버TV의 TV 프로그램 《백남봉 쇼》를 2009년 4월까지 진행하였다. 2009년 1월에는 KBS 가요무대에 출연하여 재미있는 코미디와 함께 노래 "서울구경"을 열창하기도 했다.
그의 딸은 피겨스케이팅 선수 출신의 탤런트 박윤희로 드라마 《간 큰 남자》에도 출연하는 등 연예 활동을 계속하고 있다. 또 아버지와 함께 백남봉 쇼를 진행하였다.
그러나 2009년에 늑막염 수술 도중 왼쪽 가슴에서 폐암이 확인되어 10시간의 대수술을 받았지만 2010년 7월 29일 오전 8시 40분에 삼성서울병원에서 폐렴 증세가 악화되어 결국 늑막염과 폐렴의 합병증으로 향년 72세로 별세했다. 그가 세상을 떠난 지 2주일 만에 앙드레 김도 76세로 별세해 2010년 하반기에만 연예계에서 두 별이 떨어졌다.

## 활동

### 방송
지상파
- 《유쾌한 청백전》
- 《스타쇼》
- 《에야디야》
- 《일요일 밤의 대행진》
- 《웃으면 복이와요》
- 《청춘행진곡》
- 《청춘만만세》
- 《묘기대행진》
- 《즐거운 주말열차》
- 《여보여보게임》
- 《특집 - 원맨쇼 경연대회》
- 《81 코미디언 총집합》
- 《일요 청백전》
- 《세상 사는 이야기》
- 《사랑의 퀴즈》
- 《내 고향 좋을씨고》(이상 MBC.)
- 《데이트쇼》
- 《명랑백화점》(이상 TBC.)
- 《그랜드쇼》(DBS)
- 《올스타 청백전》
- 《장수만세》
- 《쇼 83 풍년제》
- 《축제 88 한마당》
- 《전국일주》
- 《스타데이트》
- 《잠깐 123》
- 《자니윤쇼》
- 《언제나 젊음》
- 《6시 내고향》
- 《가족오락관》
- 《KBS 빅쇼》
- 《밤과 음악사이》
- 《도전 차차차》(이상 KBS.)
- 《자니 윤 이야기 쇼》
- 《정다운 고향 아름다운 사투리》
- 《전영호 쇼》
- 《젊은 인생》(이상 SBS.)

케이블
- 《백남봉 쇼》
- 《스타 베스트 쇼》(이상 실버TV.)

### 영화
- 《팔도 사나이》(1969년)
- 《팔도 가시나이》
- 《예비군 팔도 사나이》
- 《심야의 방문객》(이상 1970년.)
- 《항구의 왼손잡이》(1971년)

### 음반
- 데뷔 앨범 《백남봉원맨쇼》
- 1집 앨범 《청학동 훈장나리》(2005년)
- 2집 앨범 《누가 말려》(2008년)

## 수상
- 2000년 : 대한민국 연예예술상 대통령 표창상
- 2010년 : 화관문화훈장(5등급, 추서)